# Florian Hartenstein
Florian Lionel Hartenstein (Magonza, 13 agosto 1977) è un allenatore di pallacanestro ed ex cestista tedesco con cittadinanza statunitense.
È il padre di Isaiah Hartenstein, a sua volta cestista.